# Cucumis javanicus
Cucumis javanicus är en gurkväxtart som först beskrevs av Friedrich Anton Wilhelm Miquel, och fick sitt nu gällande namn av Ghebret. och Thulin. Cucumis javanicus ingår i släktet gurkor, och familjen gurkväxter. Inga underarter finns listade i Catalogue of Life.